# فيونا مكينتوش (مبارزة بالسيف)
فيونا مكينتوش (بالإنجليزية: Fiona McIntosh)‏ هي مبارزة بالسيف بريطانية، ولدت في 24 يونيو 1960 في إدنبرة في المملكة المتحدة.

## وصلات خارجية
- فيونا مكينتوش على موقع أوليمبيديا (الإنجليزية)
- فيونا مكينتوش على موقع اللجنة الأولمبية البريطانية (الإنجليزية)